# Claesen’s
Claesen's, ook bekend als Claesens, is een Nederlands kledingmerk dat zich richt zowel op volwassenen als op kinderen.
Het bedrijf is gespecialiseerd in ondergoed en kinderkleding. De productie vindt plaats in de eigen fabriek in India. Het bedrijf levert als groothandel aan boetieks en warenhuizen. Het merk is verkrijgbaar op ongeveer 1000 verkooppunten in Europa, Australië, Noord-Amerika en India.

## Geschiedenis
Het bedrijf werd in 1993 in Amsterdam opgericht door drie vrienden die een nieuw merk tricot ondergoed voor heren op de markt wilden brengen. Later werd dit uitgebreid met damesondergoed en kinderondergoed. Tegenwoordig produceert het bedrijf naast ondergoed ook kinderkleding. 